# NGC 5057
NGC 5057 је лентикуларна галаксија у сазвежђу Береникина коса која се налази на NGC листи објеката дубоког неба.
Деклинација објекта је + 31° 1' 55" а ректасцензија 13h 16m 27,7s. Привидна величина (магнитуда) објекта NGC 5057 износи 13,5 а фотографска магнитуда 14,5. NGC 5057 је још познат и под ознакама UGC 8342, MCG 5-31-169, CGCG 160-176, NPM1G +31.0268, PGC 46202.